# Marlene (Schildkröte)
Marlene ist der Name einer Lederschildkröte, deren Präparat ein Bestandteil der Ausstellungen im Meeresmuseum Stralsund ist.

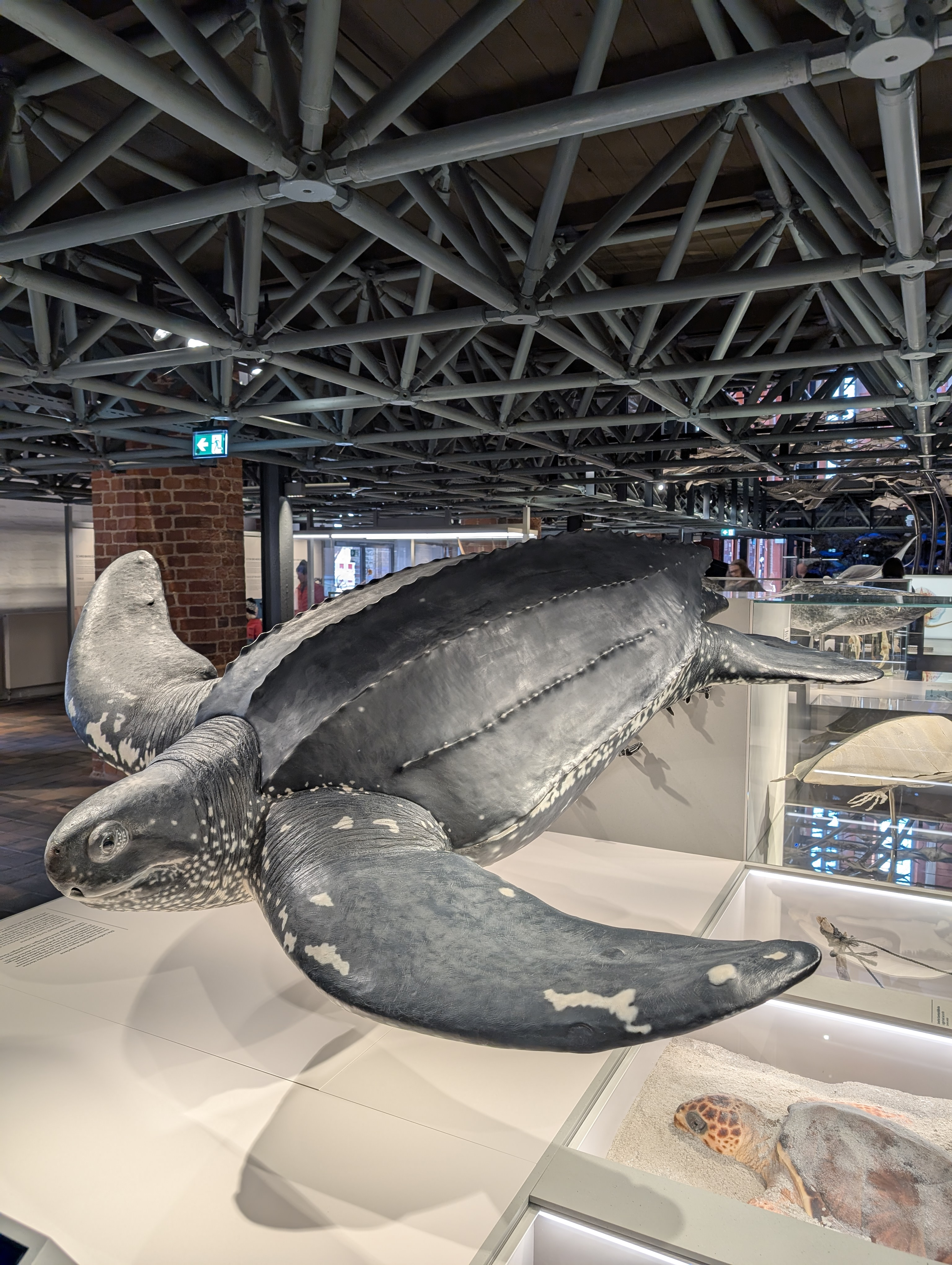
Das Präparat der 1965 in der Ostsee gefangenen Lederschildkröte Marlene im Stralsunder Meeresmuseum (2025)

Die Lederschildkröte, deren originärer Lebensraum tropische und subtropische Meere sind, fanden Ostseefischer am 20. Oktober 1965 fünf Kilometer von Stralsund entfernt. Das mit einer Reuse gefangene weibliche Tier wog 450 Kilogramm bei einer Länge von 2,15 Metern. Es war stark unterkühlt und wurde, nachdem Museumsdirektor Sonnfried Streicher es im Stralsunder Hafen besichtigt hatte, in den Zoologischen Garten Rostock transportiert, wo es drei Tage später starb. Daraufhin wurde es in das Bezirksnaturkundemuseum Stralsund gebracht, untersucht und aufwendig präpariert; es war fortan in den Ausstellungen des Meeresmuseums zu sehen. Die Lederschildkröte wurde auch in der Wanderausstellung Tiere ferner Meere gezeigt.
Den Namen Marlene erhielt das präparierte Tier in Anlehnung an die Schauspielerin Marlene Dietrich; als die präparierte Schildkröte zu Ausstellungszwecken nach Berlin gebracht wurde, war auch die Schauspielerin in der Stadt erwartet worden.
Der Fund der Schildkröte war mit ein Anlass für die Neuausrichtung des damaligen Naturkundemuseums in Stralsund, sich auf meereskundliche Themen zu spezialisieren.
Im Jahr 2020 wurde das Präparat während der Modernisierung und damit verbundenen Schließung des Meeresmuseums an das Naturhistorische Museum in Braunschweig ausgeliehen und in der Sonderschau Schildkröten. Gepanzert durch die Jahrmillionen gezeigt.
Für den neu gestalteten Eingangsbereich des Meeresmuseums fertigte Wolfgang Gregor ein Modell der Lederschildkröte aus Bronze.